# Рогата акула австралійська
Рогата акула австралійська (Heterodontus portusjacksoni) — акула з роду Різнозуба акула родини Різнозубі акули. Інші назви «акула Порт-Джексона», «акула-підкаменьщик», «акула-дробарка».

## Опис
Загальна довжина досягає 1,67 м, зазвичай 1,2 м. Голова велика. Морда затуплена. Очі великі, овальні, без мигальної перетинки. Має маленькі бризкальця. Надбровні дуги («роги») над очима сильно виражені. Ніздрі маленькі. В кутах рота є губні борозни, що тягнуться від ніздрів. Рот відносно невеликий, знаходиться в кінці морди. Зуби в центрі щелеп маленькі, з декількома верхівками, з яких центральна є високою та гострою, бокові — маленькі. З боків щелеп зуби витягнуті, пласкі, із закругленими верхніми гранями. У молодих особин передні зуби гостріші. У неї 5 пар доволі довгих зябрових щілин. Будова зябрового апарату дозволяє створювати циркуляцію води безпосередньо через зяброві щілини: вода всмоктується через передню пару, більш довгу, після чого видавлюється через 4 інші. Тулуб циліндричний. Грудні плавці великі. Має 2 високих спинних плавця, з яких передній більше за задній. Передні ромені спинних плавців перетворилися на шипи. Передній спинний плавець розташовано позаду грудних плавців, задній — між черевними та анальним плавцями. Черевні плавці доволі великі, втім значно поступаються грудним плавцям. Хвостовий плавець має витягнуту широку верхню лопать та коротку нижню лопать.
Забарвлення спини і боків сіро-коричневе, іноді жовто-коричневе. По тілу розкидані численні чорні смуги та плями, що утворюють характерний візерунок на кшталт кінської упряжі. Широка чорна смуга охоплює голову, проходячи через очі. На хвості є вузькі темні смуги. Черево жовтувато-білуватого або попелястого кольору.

## Спосіб життя
Тримається на глибинах від 100 до 275 м. Воліє до скелястого та кам'янистого дна з піщаним та мулисто-піщаним ґрунтами з рясною рослинністю. Доволі млява й повільна акула. Є одинаком. В сезон розмноження мігрує до місця парування. Здатна дихати у нерухомому стані та під час споживання їжі. Вдень відпочиває у природних укриттях (серед скель, каміння, в печерах, ущелинах, серед водоростей). Завдяки особливості зябрового апарату може спокійно відпочивати на дні. Активна вночі. Полює біля дна, є бентофагом. Живиться голкошкірими (морськими їжаками, морськими зірками), двостулковими, черевоногими та головоногими молюсками, ракоподібними (крабами, лангустами, креветками), а також дрібною рибою.
Статева зрілість у самців настає у віці 8—10 років, самиць — 11—14. Це яйцекладна акула. Самиця відкладає яйця декількома етапами з перервою в 10—14 днів. З серпня по листопад відкладається 16 яєць завдовжки 15 см, обвиті спіральною стрічкою, без висуків на відміну від інших представників свого роду. Під час кладки вона світла і м'яка, з часом темнішає та твердішає. Інкубаційний період триває 10—11 місяців. Народжені акула становлять 24 см завдовжки. Смертність серед народжених становить 89 %.
Не є об'єктом промислового вилову. Іноді на неї полюють рибалки-спортсмени. Часто ловиться для тримання в акваріумах та океанаріумах, оскільки добре пристосовується до неволі.

## Розповсюдження
Мешкає біля південного, південно-східного, рідше південно-західного узбережжя Австралії. Інколи зустрічається біля Північного острова Нової Зеландії.